# Messier 98
Messier 98 (M98 o NGC 4192) és una galàxia espiral barrada de tipus Sb en la seqüència de Hubble que es pot observar a la constel·lació de la Cabellera de Berenice i forma part del Cúmul de la Verge (tot i que alguns astrònoms opinen que podria ser una galàxia més propera no associada al cúmul de la Verge). Fou descoberta per Pierre Méchain el març de 1781 i posteriorment inclosa en el catàleg de Messier el 14 d'abril d'aquell mateix any.
Des de la nostra posició M98 es veu gairebé de costat, de manera que és difícil apreciar-ne amb claredat els braços espirals. És evident un disc galàctic relativament difús i un nucli brillant però parcialment ocult per núvols de pols. Conté algunes regions blaves denses d'estrelles de formació recent.